# 阿龙·保尔马松
阿龙·保尔马松（1990年7月19日—），冰岛男子手球运动员。他曾代表冰岛国家队参加2012年夏季奥林匹克运动会男子手球比赛，结果获得第五名。